# Državni ateizem
Držávni ateízem je vključevanje izrecnega ateizma ali neteizma v politične režime. Lahko se nanaša tudi na obsežne poskuse sekularizacije s strani vlad. Gre za obliko odnosa med religijo in državo, ki je običajno ideološko povezana z brezverstvom in do neke mere s spodbujanjem brezverstva. Državni ateizem se lahko nanaša na vladno spodbujanje protiklerikalizma, ki nasprotuje verski institucionalni moči in vplivu v vseh vidikih javnega in političnega življenja, vključno z vpletanjem vere v vsakdanje življenje državljanov. V nekaterih primerih so verske simbole in javne prakse, ki jih je nekoč imela religija, zamenjali s sekulariziranimi različicami. Državni ateizem lahko obstaja tudi na politično nevtralen način, v tem primeru se šteje za nesekularnega.
Večina komunističnih držav je sledila ateistični politiki od leta 1917 dalje. Sovjetska zveza (1917–1991) je imela dolgo zgodovino državnega ateizma, pri čemer so morali tisti, ki hoteli doseči boljši družbeni uspeh, na splošno izpovedovati ateizem in niso smeli hoditi v cerkev in druge verske objekte; ta trend je še posebej zaznamovalo v obdobju stalinizma, ki je trajalo od leta 1927 do 1953. V Vzhodni Evropi so države, kot so Romunija, Belorusija, Bolgarija, Estonija, Latvija, Rusija in Ukrajina, uvedle močno državno politiko ateizma. Tudi Vzhodna Nemčija in Češkoslovaška sta imeli podobno politiko. Sovjetska zveza je poskušala zatreti javno versko izražanje na širokih območjih svojega vpliva, vključno s kraji, kot je Srednja Azija. Trenutno ali v preteklosti so Kitajska, Severna Koreja, Vietnam, Kambodža in Kuba uradno ateistične države.  
Nasprotno pa sekularna država trdi, da je uradno nevtralna v zadevah vere in ne podpira niti vere niti brezverstva. V pregledu 35 evropskih držav leta 1980 je 5 držav veljalo za »sekularne« v smislu verske nevtralnosti, 9 za »ateistične« in 21 držav za »verske«.

## Komunistične države
Komunistična država je država z obliko vladavine, za katero je značilna enopartijska vladavina ali vladavina dominantne stranke komunistične partije, ki izpoveduje zvestobo marksistično-leninistični komunistični ideologiji kot vodilnemu načelu države. Utemeljitelja marksizma, nemška filozofa Karl Marx in Friedrich Engels, sta imela ambivalenten odnos do religije, na katero sta oba gledala predvsem kot »opij ljudstva«. V marksistično-leninistični interpretaciji marksistične teorije je ateizem, ki ga je razvil predvsem ruski revolucionar Vladimir Lenin, izvira iz njegovega dialektičnega materializma ter poskuša razložiti in kritizirati religijo.
 

Lenin je trdil: 
Religija je opij ljudstva – ta Marxov izrek je temelj celotnega marksističnega pogleda na religijo. Marksizem vse moderne religije in cerkve ter vsako versko organizacijo vedno obravnava kot instrumente reakcionarne buržoazije, ki služijo za obrambo izkoriščanja in za ustvarjanje zmede med delavskim razredom.
Čeprav so bili Marx, Engels in Lenin vsi ateisti, obstaja več verskih komunističnih skupin, vključno s krščanskimi komunisti.
Julian Baggini posveča poglavje svoje knjige Ateizem: Zelo Kratek Uvod razpravi o političnih sistemih 20. stoletja, vključno s komunizmom in politično represijo v Sovjetski zvezi. Baggini trdi, da je »sovjetski komunizem s svojim aktivnim zatiranjem vere popačenje prvotnega marksističnega komunizma, ki ni zagovarjal zatiranja vere«. Baggini nadaljuje s trditvijo, da je »fundamentalizem nevarnost v katerem koli verskem sistemu« in da »najpristnejši politični izraz ateizma ... prevzame obliko državnega sekularizma, ne državnega ateizma.«

### Sovjetska zveza
Državni ateizem je bil med pomembnejšimi cilji uradne sovjetske ideologije. Ta pojav, ki je trajal sedem desetletij, je bil nov v svetovni zgodovini. Sovjetska komunistična partija se je ukvarjala z različnimi dejavnostmi za zatiranje religije: Rušila in uničevala je bogoslužne verske prostore, zapirala in pobijala je verske voditelje in verne ljudi, šole in medije pa je preplavila s protiversko propagando ter propagiranjem »znanstvenega ateizma«. Z različnimi sredstvi je partija želela doseči, da bi religija izginila. Tako je Sovjetska zveza postala prva država, ki je imela kot enega od ciljev svoje uradne ideologije odpravo obstoječe vere in preprečitev prihodnjega uveljavljanja verskega prepričanja s ciljem vzpostavitve državnega ateizma (gosateizma).
Po koncu ruske državljanske vojne leta 1922 je država uporabila svoja sredstva, da bi ustavila vsiljevanje verskih prepričanj nevernikom in odstranila »predrevolucionarne ostanke«, ki so še obstajale. Boljševiki so bili še posebej sovražni do Ruske pravoslavne cerkve (ki je med rusko državljansko vojno podpirala belo armado) in so jo videli kot zagovornico carske avtokracije. Med kolektivizacijo zemlje so pravoslavni duhovniki razdeljevali pamflete, v katerih so razglašali, da je sovjetski komunistični režim antikrističen, ki prihaja kmetom dajati »hudičevo znamenje« in jih spodbuja k uporu proti vladi. Politična represija v Sovjetski zvezi je bila zelo razširjena. Medtem ko je bilo preganjanje religije uporabljeno za zatiranje številnih ver, so bile protiverske kampanje sovjetskega režima pogosto usmerjene proti določenim religijam, ki so temeljile na državnih interesih. Odnos v Sovjetski zvezi do različnih religij je bil različen, od preganjanja nekaterih ver do neprepovedi drugih.
Od poznih 1920-ih do poznih 1930-ih so organizacije, kot je Zveza bojevitih ateistov, zatirale vse religije in preganjale vse vernike. Zveza je bila »nominalno neodvisna organizacija, ki jo je ustanovila komunistična partija za spodbujanje ateizma«. Izdajala je svoj časopis in revije, sponzorirala predavanja in organizirala demonstracije, ki so sramotile vero in promovirale ateizem. Antireligijska in ateistična propaganda je bila vključena v vsak del sovjetskega življenja, od šol do medijev, in je celo vključevala promocijo obredov, ki so nadomestili verske. Čeprav je Lenin Sovjetom prvotno uvedel gregorijanski koledar, so kasnejša prizadevanja za reorganizacijo tedna za izboljšanje produktivnosti delavcev privedla do uvedbe sovjetskega koledarja, ki je imel stranski učinek, da »praznik redko pade na nedeljo«.
V približno letu dni po oktobrski revoluciji je država odpravila vso cerkveno lastnino, vključno z zaprtjem samih cerkva, v obdobju od leta 1922 do 1926 pa je bilo usmrčenih 28 ruskih pravoslavnih škofov in več kot 1200 duhovnikov (veliko večje število verskih voditeljev pa so komunisti preganjali). Večina verskih objektov je bila zaprta, objavljanje verskih del pa je bilo strogo prepovedano. Sestanek protiverske komisije Centralnega komiteja Vsezvezne komunistične partije (boljševikov), ki je bil 23. maja 1929, je ocenil delež vernikov v ZSSR na 80 odstotkov, čeprav je ta odstotek morda podcenjen, da bi dokazali uspešnost v boju z vero. Ruska pravoslavna cerkev, ki je imela pred prvo svetovno vojno 54.000 župnij, se je do leta 1940 zmanjšala na 500. Na splošno je bilo do istega leta 90 odstotkov cerkva, sinagog in mošej, ki so delovale leta 1917, zaprtih in zapuščenih, porušenih in uničenih, ali preurejenih v druge namene.
Od konca sovjetske dobe imajo Rusija, Armenija, Kazahstan, Uzbekistan, Turkmenistan, Kirgizistan, Tadžikistan, Belorusija, Moldavija, Gruzija, Ukrajina in Litva različne verske pripadnosti. Profesor filozofije in verske misli Niels Christian Nielsen z Univerze Rice je zapisal, da je postsovjetsko prebivalstvo na območjih, ki so bila prej pretežno pravoslavna, zdaj »skoraj nepismeno glede vere«, so skoraj popolnoma brez intelektualnih ali filozofskih vidikov svoje vere in skoraj brez poznavanja drugih ver.

### Albanija
Leta 1967 je Enver Hoxha, predsednik albanske komunistične države, razglasil Albanijo za prvo »ateistično državo na svetu«, čeprav je že leta 1922 Lenin razglasil Sovjetsko zvezo za de facto ateistično državo. Komunistične oblasti v Albaniji so trdile, da je vera Albaniji tuja, in so s tem upravičevale svojo politiko državnega ateizma in zatiranja vere. Ta nacionalizem je bil uporabljen tudi za opravičevanje komunistične drže državnega ateizma od leta 1967 do 1991. Zakon o agrarni reformi avgusta 1945 je nacionaliziral večino premoženja verskih ustanov, vključno s posestmi mošej, samostanov, redov in škofij. Mnogim duhovnikom in vernikom so sodili, veliko pa so jih usmrtili. Vsi tuji rimskokatoliški duhovniki, redovniki in redovnice so bili leta 1946 izgnani iz države.
Verskim skupnostim oziroma vejam, ki so imele sedež izven države, kot sta jezuitski in frančiškanski red, je bilo odslej naloženo prenehanje delovanja v Albaniji. Verskim ustanovam je bilo prepovedano imeti karkoli opravka z izobraževanjem mladih, ker je bilo to v izključni pristojnosti države. Vsem verskim skupnostim je bilo prepovedano imeti nepremičnine ter delovati človekoljubne in socialne ustanove ter bolnišnice.
Čeprav so taktične razlike v pristopu Enverja Hoxhe do vsake od glavnih veroizpovedi obstajale, je bil njegov glavni in končni cilj uničenje vse organizirane vere v Albaniji. Med letoma 1945 in 1953 se je število duhovnikov drastično zmanjšalo in število rimskokatoliških cerkva zmanjšalo z 253 na 100. Vsi katoličani so bili ožigosani kot fašisti, čeprav je med drugo svetovno vojno le manjšina sodelovala z italijanskimi okupacijskimi oblastmi.
Kampanja proti veri je dosegla vrhunec v šestdesetih letih. Od februarja 1967 so albanske komunistične oblasti začele izvajati kampanjo za odpravo verskega življenja v Albaniji. Kljub pritožbam, tudi članov partije, so vse cerkve, mošeje, samostane in druge verske ustanove do konca leta 1967 bodisi zaprli bodisi preuredili v skladišča, telovadnice ali delavnice, bodisi porušili in uničili. Do maja 1967 so bile verske skupnosti prisiljene zapustiti vseh 2169 cerkva, mošej, samostanov in svetišč v Albaniji, od katerih so bila mnoga preurejena v kulturne centre za mlade. Kot je o dogodku poročal literarni mesečnik Nendori, je mladina s tem »ustvarila prvi ateistični narod na svetu«.
Duhovnike so javno sramotili in poniževali, vzeli so jim oblačila in jih oskrunili. Več kot 200 klerikov različnih veroizpovedi je bilo zaprtih, drugi so bili prisiljeni poiskati delo v industriji ali kmetijstvu, nekateri pa so bili usmrčeni ali izstradani do smrti. Frančiškanski samostan v Skadru je bil sežgan, v požaru so umrli štirje starejši menihi. 
37. člen albanske ustave iz leta 1976 je določal: »Država ne priznava nobene vere in podpira ateistično propagando, da bi ljudem vsadili znanstveni materialistični pogled na svet.« Kazenski zakonik iz leta 1977 je za »versko propagando in proizvodnjo, distribucijo ali shranjevanje verske literature« določil zaporno kazen od treh do deset let, kar je pomenilo, da so posamezniki, ki so jih zalotili pri Svetem pismu, Koranu ali drugih verskih predmetih, čakali na dolgo zaporno kazen. Nova uredba, ki je dejansko ciljala na Albance z muslimanskimi in krščanskimi imeni, je določala, da jih morajo državljani, katerih imena niso v skladu s »političnimi, ideološkimi ali moralnimi standardi države«, spremeniti. Prav tako je bilo določeno, da se morajo mesta in vasi z verskimi imeni preimenovati. Hoxheva brutalna protiverska kampanja je uspela izkoreniniti formalno čaščenje, vendar so nekateri Albanci svojo vero še naprej tajno izvajali, pri čemer so tvegali hude kazni.
Starši so se bali predati svojo vero, ker so se bali, da bi njihovi otroci povedali drugim. Uradniki so verske kristjane in muslimane med verskim postom, kot sta post in ramazan, poskušali ujeti v past tako, da so v šoli in na delovnem mestu delili mlečne izdelke in drugo prepovedano hrano ter nato javno obsodili tiste, ki so hrano zavračali. Duhovniki, ki so skrivaj izvajali verske obrede, so bili zaprti. Katoliški duhovnik Shtjefen Kurti je bil usmrčen, ker je leta 1972 v Skadru na skrivaj krstil otroka.
37. člen albanske ustave so Danci označili za kršitev Ustanovne listine Združenih narodov (9. poglavje 55. člena), ki razglaša, da je verska svoboda neodtujljiva človekova pravica. Prvič se je zadeva pojavila pred Komisijo Združenih narodov za človekove pravice v Ženevi šele 7. marca 1983. Delegacija iz Danske je dosegla, da so svoj protest zaradi kršenja verske svobode v Albaniji uvrstili na dnevni red devetintridesetega zasedanja komisije, točke 25, ki se glasi: »Izvajanje deklaracije o odpravi vseh oblik nestrpnosti in diskriminacije na podlagi vere ali prepričanja.«, 20. julija 1984 pa je danski poslanec napisal članek v enega od glavnih danskih časopisov, v katerem je protestiral proti kršenju verske svobode v Albaniji.
Ustava Albanije iz leta 1998 je državo opredelila kot parlamentarno republiko in vzpostavila osebne in politične pravice in svoboščine, vključno z zaščito pred prisilo v zadevah verskega prepričanja. Albanija je država članica Organizacije za islamsko sodelovanje in popis leta 2011 je pokazal, da se 58,79 % Albancev drži islama, ki je prevladujoča vera v državi. Večina albanskih muslimanov je sekularnih sunitov skupaj s precejšnjo bektašijsko šiitsko manjšino. Krščanstvo izpoveduje 16,99 % prebivalstva, zaradi česar je 2. največja vera v državi. Preostalo prebivalstvo je bodisi neverno bodisi pripada drugim verskim skupinam. Leta 2011 je bilo albansko prebivalstvo ocenjeno na 56,7 % muslimanov, 10 % rimokatolikov, 6,8 % pravoslavcev, 2,5 % ateistov, 2,1 % bektašijev (sufijski red), 5,7 % ostalih, 16,2 % neopredeljenih. Danes Gallup Global Reports 2010 kaže, da ima vera pomembno vlogo v življenju samo 39 % Albancev, Albanija pa je uvrščena na trinajsto mesto najmanj vernih držav na svetu. Ameriško zunanje ministrstvo poroča, da leta 2013 »Ni bilo poročil o družbenih zlorabah ali diskriminaciji na podlagi verske pripadnosti, prepričanja ali prakse.«

### Kambodža
Pol Pot in njegovi Rdeči Kmeri so med svojo vladavino od leta 1975 do 1979 zelo preganjali religijo, zlasti budizem. Budistične ustanove in templje so porušili in uničili, budistične menihe in verske učitelje pa so usmrtili v velikem številu. Tretjina narodnih samostanov v državi je bila porušenih in uničenih, skupaj s številnimi svetimi kapelami in predmeti visoke umetniške kakovosti. Komunistični režim, ki je Kambodžo spremenil v ateistično državo, je usmrtil več kot 25.000 budističnih menihov. Ljudi, ki so molili ali izražali druga verska čustva, so prav tako usmrtili. Preganjanje se je izvajalo, ker je Pol Pot verjel, da je budizem »dekadentna prizadetost«. Prizadeval si je izkoreniniti 1500 let star pečat budizma v Kambodži.
Pod vladavino Rdečih Kmerov so bile vse religije strogo prepovedane. Po mnenju Bena Kiernana so »Rdeči Kmeri zatirali islam, krščanstvo in budizem, vendar je bil njihov največji cilj zatiranja usmerjen proti etnični muslimanski manjšini Cham.«

### Kitajska
Kitajska je sprejela politiko uradnega državnega ateizma. 36. člen kitajske ustave zagotavlja svobodo veroizpovedi, vendar omejuje pravico do veroizpovedi na organizacije, ki jih odobri država. Vlada je spodbujala ateizem po vsej državi. Aprila 2016 je generalni sekretar partije Ši Džinping izjavil, da morajo biti člani kitajske komunistične partije »nepopustljivi marksistični ateisti«, medtem ko je istega meseca ekipa za rušenje, ki jo je odobrila vlada, z buldožerjem zapeljala čez dva kitajska kristjana, ki sta protestirala proti rušenju njune cerkve tako, da se nista hotela umakniti s poti pred cerkvijo.
Tradicionalno je velik del kitajskega prebivalstva sodeloval v kitajskih ljudskih religijah, konfucijanizem, taoizem in budizem pa so imeli pomembno vlogo v vsakdanjem življenju običajnih ljudi. Po kitajski revoluciji leta 1949 je Kitajska začela obdobje vladavine kitajske komunistične partije. Večji del svoje zgodnje zgodovine je država zelo zatirala religijo, saj se je držala marksistične misli, da bo religija na koncu izginila, in jo označila za simbol fevdalizma in tujega kolonializma.
Med kulturno revolucijo, ki jo je sprožil in vodil Mao Cetung, so njegovi študenti, znani kot Rdeča Garda, preuredili več verskih objektov v muzeje ateizma, veliko več pa so jih porušili in uničili. Ta odnos do religije pa se je v poznih sedemdesetih letih, z obdobjem reform in odpiranja, precej spremenil. Ustava Ljudske republike Kitajske iz leta 1978 je zagotavljala svobodo veroizpovedi s številnimi omejitvami. Od takrat je potekal obsežen program za obnovo budističnih in taoističnih templjev, ki so jih komunisti uničili v kulturni revoluciji.
Komunistična partija je dejala, da sta versko prepričanje in članstvo v partiji nezdružljiva. Država pa ne sme navadnih državljanov siliti v ateizem. Pet uradno odobrenih verskih organizacij na Kitajskem je Budistično združenje Kitajske, Kitajsko taoistično združenje, Islamsko združenje Kitajske, Tri samodomoljubna gibanja in Kitajsko domoljubno katoliško združenje. Te skupine imajo določeno stopnjo zaščite, vendar so podvržene omejitvam in nadzoru državne uprave za verske zadeve. Neregistrirane verske skupine se soočajo z različnimi stopnjami preganjanja. Ustava dovoljuje tako imenovane »normalne verske dejavnosti«, dokler ne vključujejo uporabe vere za »sodelovanje v dejavnostih, ki motijo družbeni red, škodijo zdravju državljanov ali posegajo v izobraževalni sistem države. Verske organizacije in verske zadeve niso podvržene nobeni tuji prevladi.« 

36. člen ustave Ljudske republike Kitajske iz leta 1982 določa, da:
Državljani Ljudske republike Kitajske imajo pravico do svobode verskega izražanja. Noben državni organ, javna organizacija ali posameznik ne sme prisiliti državljanov, da verujejo ali ne verujejo v katero koli vero; prav tako ne smejo diskriminirati državljanov, ki verujejo ali ne verujejo v nobeno vero. Država varuje običajne verske dejavnosti. Nihče ne sme izkoriščati vere za dejavnosti, ki motijo javni red, škodijo zdravju državljanov ali posegajo v državni izobraževalni sistem. Verske zadeve niso predmet nobene tuje nadvlade. 
Večina ljudi ne poroča o organizirani verski pripadnosti; vendar ljudje, ki verjamejo v ljudska izročila in duhovna prepričanja, kot sta čaščenje prednikov in feng shui, skupaj z neformalnimi vezmi z lokalnimi templji in neuradnimi hišnimi cerkvami, štejejo na stotine milijonov. Ministrstvo za zunanje zadeve Združenih držav Amerike v svojem letnem poročilu o mednarodni verski svobodi zagotavlja statistiko o organiziranih religijah. Leta 2007 je poročal o naslednjem podatku (s citiranjem vladnega poročila o verski svobodi iz leta 1997 in Bele knjige o veri iz leta 2005):
- budisti 8 %.

- Taoisti, neznani kot odstotek deloma zato, ker je združen s konfucianizmom in budizmom.

- Muslimani, 1 %, z več kot 20.000 imami. Druge ocene navajajo vsaj 1 %.

- Kristjani, protestanti vsaj 2%. Katoličanov, približno 1%.

Statistični podatki o budizmu in verskem taoizmu so do neke mere neprimerljivi s statistikami za islam in krščanstvo. To je posledica tradicionalnega kitajskega verskega sistema, ki združuje konfucijanizem, budizem in taoizem, tako da se oseba, ki sledi tradicionalnemu verskemu sistemu, ne bi nujno identificirala kot izključno budist ali taoist, čeprav obiskuje budistične ali taoistične prostore čaščenja. Po besedah Petra Nga, profesorja oddelka za religijo na kitajski univerzi v Hongkongu, je bilo leta 2002 95 % Kitajcev na nek način vernih, če velja, da vera vključuje tradicionalne ljudske običaje, kot je žganje kadila za bogove ali prednike na življenjski cikel ali sezonski festivali, vedeževanje in s tem povezane običajne prakse.
Ameriško zunanje ministrstvo je od leta 1999 Kitajsko označilo kot »državo, ki vzbuja posebno skrb«, deloma zaradi scenarija ujgurskih muslimanov in tibetanskih budistov. Freedom House uvršča Tibet in Xinjiang med regije posebnega zatiranja vere zaradi zaskrbljenosti glede separatistične dejavnosti. Heiner Bielefeldt, posebni poročevalec ZN za svobodo veroizpovedi ali prepričanja, pravi, da so kitajski ukrepi proti Ujgurom »velik problem«. Kitajska vlada je protestirala proti poročilu, češ da ima država »veliko« verske svobode.

### Kuba
Vse do leta 1992 je bila Kuba ateistična država.
Avgusta 1960 je več škofov podpisalo skupno pastirsko pismo, v katerem so obsodili komunizem in ga razglasili za nezdružljivega s katolištvom ter katoličane pozvali, naj ga zavrnejo. Kubanski predsednik Fidel Castro je naslednji dan opravil štiriurni govor, v katerem je obsodil duhovnike, ki služijo »velikemu bogastvu« in uporabljajo strah pred vplivom falangistov, da bi napadli španske rojene duhovnike, in v govoru izjavil: »Ni dvoma, da ima Franco precejšnjo skupino fašističnih duhovnikov na Kubi.«
Kubanska vlada, ki je bila prvotno bolj strpna do religije, je po invaziji v Prašičjem zalivu leta 1961 začela aretirati številne vernike in zapirati verske šole. Kubanska koncentracijska taborišča so bila do konca leta 1961 polna vernikov. Leta 1962 je kubanska komunistična vlada zaprla vse katoliške šole, vključno z jezuitsko šolo, ki jo je obiskoval Fidel Castro. Leta 1965 je Castrova vlada s Kube izgnala več kot dvesto duhovnikov.
Leta 1976 je kubanska ustava dodala klavzulo, ki pravi, da »socialistična država ... temelji svojo dejavnost na znanstvenem materialističnem konceptu vesolja in izobražuje ljudi v njem«. Po razpadu Sovjetske zveze se je Kuba leta 1992 razglasila za sekularno državo. Papež Janez Pavel II. je prispeval h kubanski otoplitvi, ko je leta 1998 opravil zgodovinski obisk otoka in kritiziral ameriški embargo. Papež Benedikt XVI. je Kubo obiskal leta 2012, papež Frančišek pa leta 2015. Vendar pa je kubanska komunistična vlada še naprej nadaljevala s sovražnimi dejanji proti verskim skupnostim; Samo leta 2015 je kubanski režim odredil zaprtje ali rušenje več kot 100 binkoštnih, metodističnih in baptističnih župnij, glede na poročilo Christian Solidarity Worldwide.

### Vzhodna Nemčija
Čeprav je 39. člen ustave NDR iz leta 1968 zagotovil svobodo verskega izražanja, je bila državna politika v času vladanja Ericha Honeckerja usmerjena v spodbujanje ateizma in odpravo religije. Vzhodna Nemčija je izvajala močno sekularizacijo. Nemška demokratična republika (NDR) je ustvarila protireligiijske predpise in desetletja spodbujala ateizem, kar je vplivalo na rast državljanov, ki niso pripadali nobeni veri, s 7,6 % leta 1950 na 60 % leta 1986. V petdesetih letih prejšnjega stoletja je znanstveni ateizem postal uradna državna politika, ko so sovjetske oblasti vzpostavljale komunistično vlado. Od leta 2012 je bilo območje nekdanje Nemške demokratične republike najbolj neverna regija na svetu.

### Severna Koreja
Severnokorejska ustava navaja, da je svoboda veroizpovedi dovoljena. Vendar pa je ideologija Džuče severnokorejske komunistične vlade opisana kot »državno odobreni ateizem« in ateizem je tudi uradno stališče severnokorejske komunistične vlade. Po poročilu Cie iz leta 2018 svobodne verske dejavnosti skoraj ne obstajajo več, zaradi protiverskih propagand, ki jih sponzorira severnokorejska vlada, za zavajanje ljudi. Prebežniki so poročali, da zaradi zelo obsežnega preganjanja in zatiranja religije, večina severnokorejcev ne ve, da cerkev sploh obstaja. Komisija Združenih držav za mednarodno versko svobodo je izjavila, da je ocena verskih razmer v Severni Koreji zahtevna, vendar so se pojavila poročila, da uradniki DLRK zatirajo verske dejavnosti, vključno z vlado, ki oblikuje in nadzoruje verske organizacije, da omeji verske dejavnosti. Pregled človekovih pravic je leta 2004 poročal, da je Severna Koreja še vedno ena najbolj represivnih držav na svetu, saj je zaradi izolacije in neupoštevanja mednarodnega prava spremljanje verskega stanja skoraj nemogoče. Potem, ko je bilo v času vladanja Kima Il-sunga od leta 1948 do leta 1994 v državi porušenih in uničenih več kot 1500 cerkva in drugih verskih objektov, so v Pjongjangu s tujimi donacijami zgradili štiri cerkve, ki so namenjene le za tujce, severnokorejcem pa se je strogo prepovedano vdeleževati bogoslužja. Tujci, ki redno obiskujejo bogoslužja v teh cerkvah, so poročali, da so bogoslužja tam organizirana v njihovo korist.
Severnokorejska vlada spodbuja kult osebnosti Kima Džong-ila in Kima Il-sunga, ki je opisan kot politična religija, pa tudi ideologijo Džuče, ki temelji na korejskem ultranacionalizmu, ki ljudi poziva, naj se »izogibajo duhovnega spoštovanja do zunanjih vplivov«, kar je bilo interpretirano tako, da vključuje vero, ki izvira izven Koreje.
Ameriško ministrstvo za zunanje zadeve je leta 2001 Severno Korejo označilo za »državo, ki vzbuja posebno skrb« zaradi hudih kršitev do svobode verskega izražanja. Kardinal Nicolas Cheong Jin-suk je dejal, da »ni vedenja o duhovnikih, ki so preživeli preganjanje v poznih štiridesetih letih, ko je bilo ubitih ali ugrabljenih 166 duhovnikov in redovnikov,« kar vključuje rimskokatoliškega škofa Pjongjanga Francisa Hong Yong-hoja. Novembra 2013 so poročali, da je represija nad verniki privedla do javne usmrtitve 80 ljudi, od katerih so bili nekateri usmrčeni zaradi branja svetega pisma. 

### Mongolija
Mongolska ljudska revolucionarna stranka (MPRP) je propagirala ateizem do šestdesetih let prejšnjega stoletja. V Mongolski ljudski republiki, potem ko so jo leta 1936 zasedle japonske čete, je Sovjetska zveza tja leta 1937 napotila svoje enote in izvedla veliko preganjanje proti budizmu. Vzporedno s tem se je v Ljudski revolucionarni stranki in mongolski vojski začela čistka v sovjetskem slogu. Takratni mongolski voditelj je bil Khorloogiin Čojbalsan, privrženec sovjetskega diktatorja Josifa Stalina, ki je posnemal številne politike, ki jih je Stalin pred tem izvajal v Sovjetski zvezi. Čistka je tako rekoč uspela odstraniti tibetanski budizem in po ocenah zahtevala od trideset do petintrideset tisoč življenj.

### Vietnam
Uradno je Socialistična republika Vietnam ateistična država, kot jo je razglasila njena komunistična vlada. Vendar pa 24. člen ustave Socialistične republike Vietnam priznava in dovoli versko svobodo.

## Nekomunistične države

### Revolucionarna Mehika
Členi 3, 5, 24, 27 in 130 mehiške ustave iz leta 1917, kot je bila prvotno sprejeta, so vključevali antiklerikalne določbe in so omejevali verske svoboščine. Členi so bili sprva le redko uveljavljeni, dokler ni leta 1924 predsednik Plutarco Elías Calles, ki si je prizadeval uveljaviti ločitev cerkve od države, določeno v ustavi iz leta 1917, prevzel položaj leta 1924. Callesovo Mehiko so označevali za ateistično državo, njegov program pa kot namen izkoreninjenja verskih praks v Mehiki v 20. stoletju.
Prišlo je do izgona tuje duhovščine in razlastitve cerkvenih posesti. 27. člen je prepovedoval kakršno koli prihodnjo pridobitev take lastnine s strani cerkva ter verskim družbam in ministrom prepovedoval ustanavljanje ali vodenje osnovnih šol. Ustava iz leta 1917 je tudi prepovedala obstoj meniških redov (5. člen) in verske dejavnosti zunaj cerkvenih zgradb (ki so postale vladna last) ter določala, da bo takšne verske dejavnosti nadzorovala vlada (24. člen).
14. junija 1926 je predsednik Calles sprejel protiklerikalno zakonodajo, uradno znano kot Zakon o reformi kazenskega zakonika in neuradno kot Callesov zakon. Njegova protikatoliška dejanja so vključevala prepoved verskih redov, odvzem lastninskih pravic Cerkvi in odvzem državljanskih svoboščin duhovščini, vključno z njihovo pravico do sojenja pred poroto v primerih, ki so vključevali protiklerikalne zakone, in pravico do glasovanja. Katoliški odpor do Callesa se je povečal zaradi njegovega velikega antikatolištva.
Zaradi strogega uveljavljanja protiklerikalnih zakonov so mu ljudje v močno katoliških zveznih državah, zlasti v Jaliscu, Zacatecasu, Guanajuatu, [Colima|[Colimi]] in Michoacánu, začeli nasprotovati, kar je vodilo v vojno, ki je trajala od leta 1926 do 1929, za katero so značilna grozodejstva na obeh straneh. Nekateri so uporabljali teroristične taktike, vključno z mučenjem in ubijanjem učiteljev javnih šol, medtem ko je mehiška vlada preganjala duhovščino, ubijala osumljene vernike in podpornike ter se pogosto maščevala nedolžnim posameznikom.
Premirje je bilo doseženo s pomočjo ameriškega veleposlanika Dwighta Whitneyja Morrowa. Calles pa se v nasprotju z njegovimi določili ni držal premirja in je dal ustreliti približno 500 voditeljev Cristero in 5000 drugih Cristerov, pogosto na njihovih domovih pred njihovimi zakonci in otroki. Posebno neprimerno za katoličane po domnevnem premirju je bilo Callesovo vztrajanje pri državnem nadzoru nad šolstvom, zatiranju katoliškega šolstva in uvajanju socialističnega šolstva namesto njega: »Moramo vstopiti in se polastiti uma otroštva, uma mladosti.« Preganjanja so se nadaljevala, ko je Calles ohranil nadzor pod Maximatom in ni popustil vse do leta 1940, ko je položaj prevzel predsednik Manuel Ávila Camacho. Poskusi odprave verskega izobraževanja so postali izrazitejši leta 1934 s spremembo 3. člena mehiške ustave, ki si je prizadevala za odpravo vere z zapovedovanjem »socialističnega izobraževanja«, ki bi se »poleg odstranitve vseh verskih doktrin« »borilo proti fanatizmu in predsodkom«, »v mladosti zgraditi racionalen in natančen koncept vesolja in družbenega življenja«. Leta 1946 so bile socialistične določbe o izobraževanju odstranjene iz ustave, novi zakoni pa so spodbujali posvetno izobraževanje. Med letoma 1926 in 1934 je bilo ubitih najmanj 40 duhovnikov. Medtem ko je pred vojno v državi delovalo 4500 duhovnikov, je bilo leta 1934 le 334 duhovnikov, ki jim je vlada izdala dovoljenje za opravljanje svojega dela, ostali pa so bili ubiti, izgnani ali pa jim enostavno ni bilo dovoljeno opravljati njihovega dela. Leta 1935 17 držav ni imelo registriranih duhovnikov.

### Revolucionarna Francija
Francoska revolucija je sprva začela z napadi na korupcijo Cerkve in bogastvo višje duhovščine, dejanje, s katerim bi se lahko poistovetili celo mnogi kristjani, saj je imela Galikanska cerkev prevladujočo vlogo v predrevolucionarni Franciji. V dveletnem obdobju, znanem kot vladavina terorja, so dejanja antiklerikalizma postala bolj nasilna kot katera koli v sodobni evropski zgodovini. Nova revolucionarna oblast je zatrla Cerkev, odpravila katoliško monarhijo, nacionalizirala cerkveno premoženje, izgnala 30.000 duhovnikov in jih na stotine tudi pobila. Oktobra 1793 so krščanski koledar nadomestili s koledarjem, štetim od datuma revolucije, in na sporedu so bili prazniki svobode, razuma in vrhovnega bitja. Pojavile so se nove oblike moralne religije, vključno z deističnim kultom najvišjega bitja in ateističnim kultom razuma, pri čemer je revolucionarna vlada aprila 1794 na kratko predpisala spoštovanje prvega.

## Človekove pravice
Antireligijske države, vključno z ateističnimi državami, so bile v nasprotju z zakonom o človekovih pravicah. 18. člen Splošne deklaracije človekovih pravic je namenjen zaščiti svobode misli, vesti in vere. Leta 1993 je odbor ZN za človekove pravice razglasil, da 18. člen Mednarodnega pakta o državljanskih in političnih pravicah »ščiti teistična, neteistična in ateistična prepričanja, pa tudi pravico, da ljudje ne izpovedujejo nobene vere ali verskega prepričanja.« Odbor je nadalje izjavil, da »svoboda imeti ali sprejeti vero ali prepričanje nujno vključuje svobodo izbire vere ali prepričanja, vključno s pravico zamenjati svojo trenutno vero ali prepričanje z drugim ali sprejeti ateistična stališča«. Podpisnikom konvencije je prepovedana »uporaba grožnje s fizično silo ali kazenskih sankcij za prisilo vernikov ali nevernikov«, da se odrečejo svojemu prepričanju ali spreobrnejo. Kljub temu so bile po letu 2009 manjšinske vere v mnogih delih sveta še vedno preganjane.
Theodore Roosevelt je leta 1903 obsodil pogrom v Kišinjevu in s tem vzpostavil zgodovino ameriških predsednikov, ki so komentirali notranjo versko svobodo tujih držav. Franklin D. Roosevelt je v svojem govoru o stanju federacije ZDA (State of the Union Address) leta 1941 orisal štiri svoboščine, vključno s svobodo veroizpovedi, ki naj bodo temelj za Splošno deklaracijo človekovih pravic in prihodnja diplomatska prizadevanja ZDA. Jimmy Carter je prosil Denga Šjaopinga, naj izboljša versko svobodo na Kitajskem, Ronald Reagan pa je osebju ameriškega veleposlaništva v Moskvi naročil, naj pomagajo Judom, ki so jih preganjale sovjetske komunistične oblasti. Bill Clinton je z Zakonom o mednarodni verski svobodi iz leta 1998 ustanovil Komisijo Združenih držav za mednarodno versko svobodo, da bi z diplomacijo spodbujal versko svobodo v represivnih državah. Države, kot je Albanija, so imele ostro protiversko politiko, hkrati pa so spodbujale ateizem, kar je, zlasti v Albaniji, vplivalo na njihove verske pravice in ljudstvo, saj je zaradi obsežnega preganjanja velik del ljudstva do danes ostal neveren. 